# NStigate Games
nStigate Games, in precedenza Nihilistic Software, è un'azienda sviluppatrice di videogiochi statunitense fondata nel 1998, con sede nella Contea di Marin, in California.

## Storia
La Nihilistic Software fu fondata nel 1998 da Ray Gresko, Robert Huebner, e Steve Tietze. Gresko e Huebner avevano precedentemente lavorato nella LucasArts, mentre Tietze nella Rogue Entertainment. La maggior parte degli sviluppatori della Nihilistic vennero prelevati dalla LucasArts.
Il Primo gioco sviluppato dalla software house è stato Vampire: The Masquerade - Redemption, un gioco di ruolo pubblicato dalla Activision per computer Microsoft Windows e Apple Macintosh nel 2000.
Il 17 ottobre 2012 l'azienda, al fine di concentrarsi maggiormente sui downloadable games e sul mobile gaming, ha deciso di cambiare il proprio nome in nStigate.

## Giochi sviluppati
- Vampire: The Masquerade - Redemption - 2000; Microsoft Windows, Apple Macintosh
- Marvel Nemesis: Rise of the Imperfects - 2005; PlayStation 2, Xbox, Gamecube
- Conan - 2007; Xbox 360, PlayStation 3
- Zombie Apocalypse - 2009: PlayStation Network, Xbox Live
- PlayStation Move Heores - 2011; PlayStation Move (PS3)
- Resistance: Burning Skies - 2012; PlayStation Vita
- Call of Duty: Black Ops: Declassified - 2012; PlayStation Vita